# Robert de Sorbon

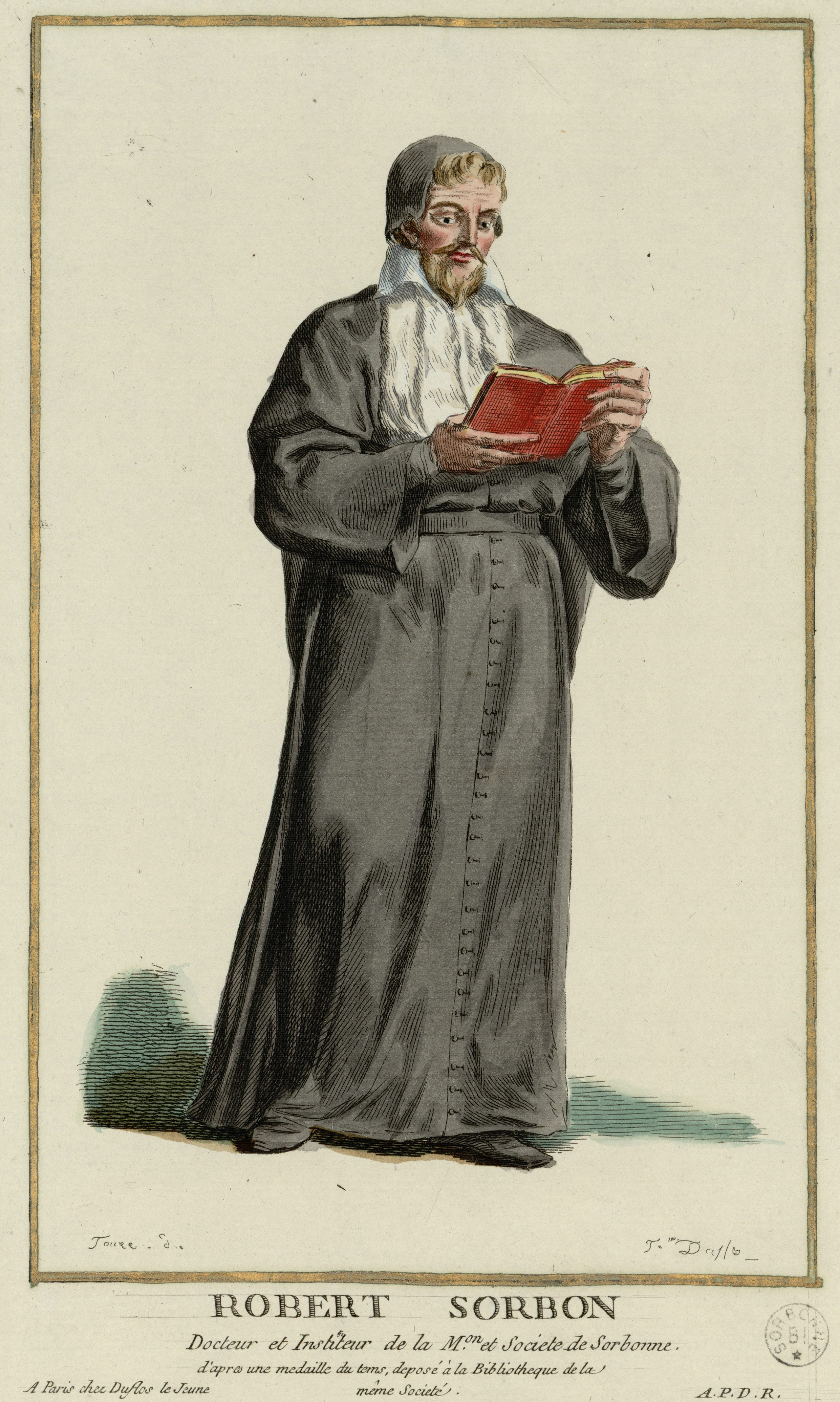
Robert de Sorbon

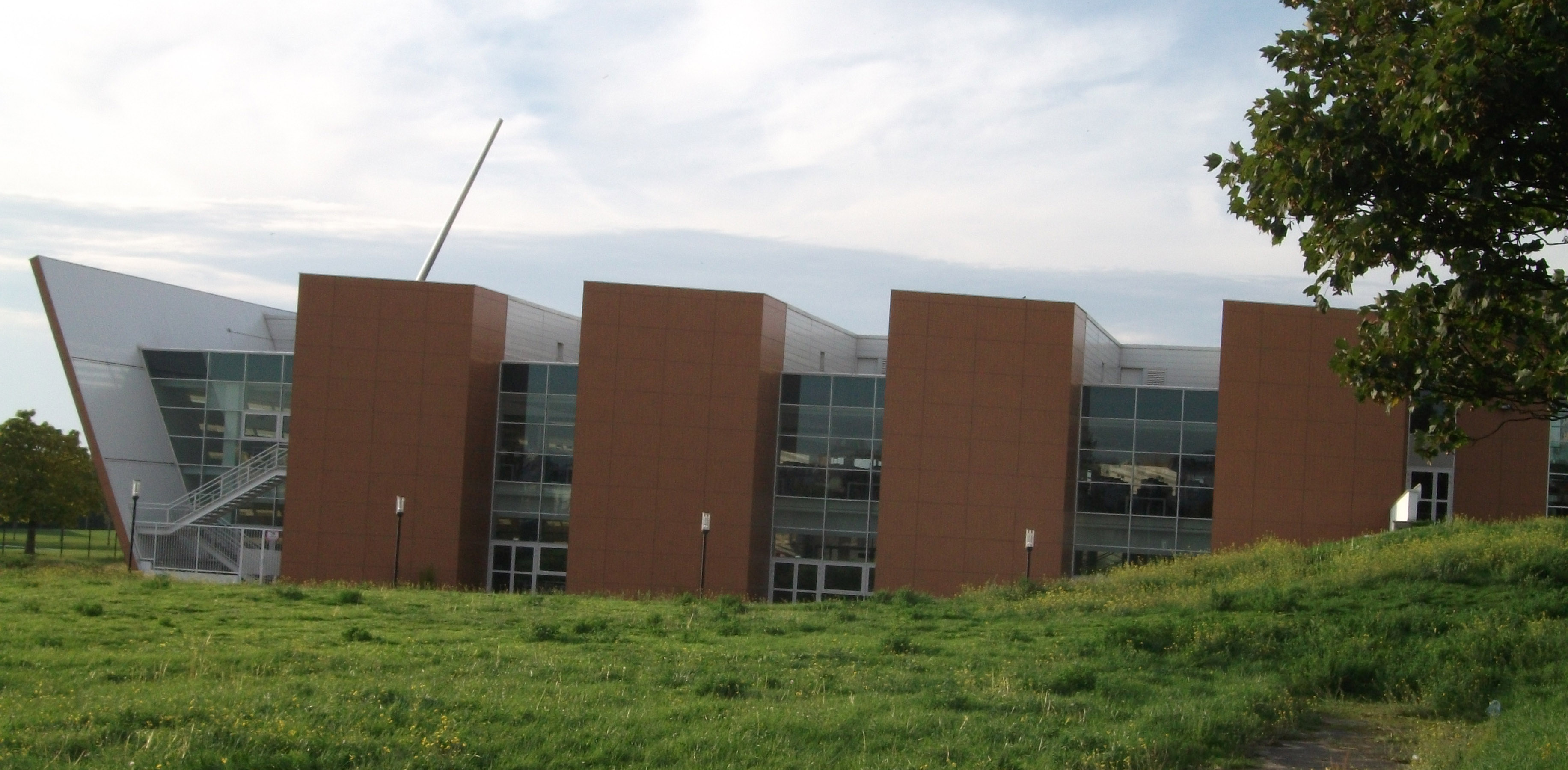
Bibliothèque Robert de Sorbon in Parijs

Robert de Sorbon (9 oktober 1201 - 15 augustus 1274) was een Frans theoloog en was de oprichter van de Universiteit van Parijs.

## Biografie
Robert de Sorbon werd geboren in een arme familie uit Sorbon in de Ardennen. Robert trad toe tot de katholieke Kerk en werd als priester opgeleid in Reims en Parijs. Hij stond indertijd bekend om zijn vroomheid. Rond 1251 werd hij kanunnik in Kamerijk. Diezelfde functie vervulde hij enkele jaren later in Parijs en hij werd daar tevens de biechtvader van Lodewijk IX.
Robert de Sorbon begon te onderwijzen rond 1255 in het zogenaamde Maison de Sorbonne, een hogeschool in Parijs. Eerst voornamelijk om een aantal leerlingen theologie bij te brengen. Hij werd bij dit werk gesponsord door zijn koning en hij kreeg in 1259 de goedkeuring van paus Alexander IV. Vervolgens groeide zijn school uit tot een belangrijk onderwijsinstituut, het hart van de latere Universiteit van Parijs. Robert de Sorbon was de kanselier van de universiteit. Hij gaf les en preekte daar van 1258 tot aan zijn dood in 1274. Later werd de universiteit van Parijs naar hem genoemd, de Sorbonne Université. In die tijd verzamelde hij een groot aantal boeken voor zijn studenten. Aan het einde van de 13e eeuw studeerden niet minder dan 20.000 buitenlanders in Parijs. Dit maakte Parijs tot een centrum van de wetenschap.

## Trivia
- De bibliotheek van de Universiteit van Reims uit 2006, is naar Robert de Sorbon vernoemd.

## Video
- Sorbon en het begin van de universiteiten in Europa

## Bron
- Ferdinand Hoefer, Nouvelle Biographie générale, t. 44, Paris, Firmin-Didot, 1868, p. 206.

- Bibliothèque nationale de France: cb104135752 (data)
- CiNii: DA09098660
- Digitale Bibliotheek voor de Nederlandse Letteren: sorb002
- Gemeinsame Normdatei: 100959768
- International Standard Name Identifier: 0000 0001 0923 1970
- Library of Congress Control Number: n93081262
- Nationale Bibliotheek van Tsjechië: jx20060206010
- Nationale Bibliotheek van Israël: 987007493806505171
- Nederlandse Thesaurus van Auteursnamen: 085309141
- Réseau des bibliothèques de Suisse occidentale: 02-A000138216
- Istituto Centrale per il Catalogo Unico: UFIV124533
- Système universitaire de documentation: 079124631
- Virtual International Authority File: 89401441
- WorldCat: E39PBJv4p8MtmWdqdP9KtdJVYP